# Dopravní špička

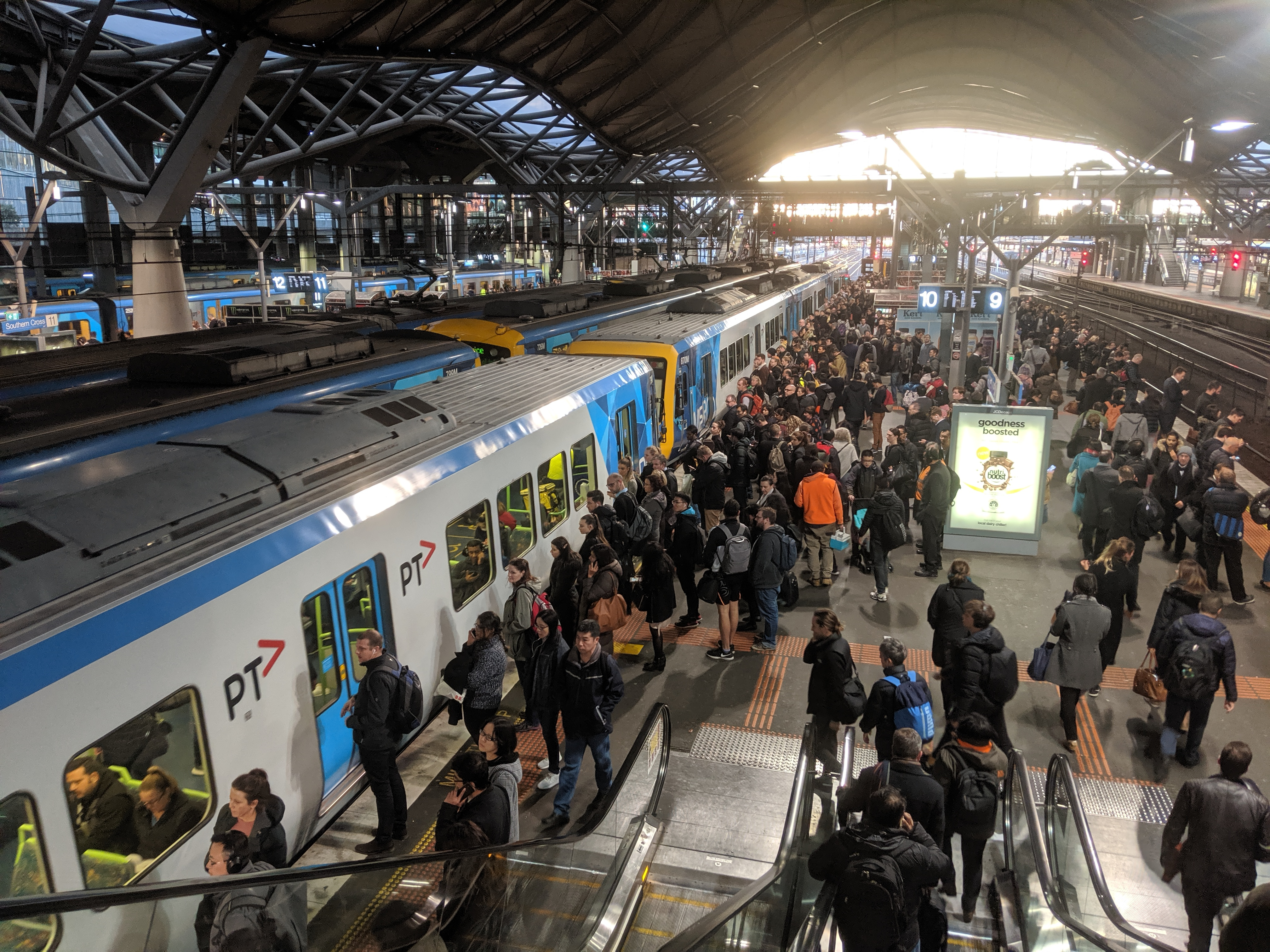
Dopravní špička v australském Melbourne

Dopravní špička je část dne, během které používá veřejnou dopravu nejvíce cestujících a zároveň je nejvyšší míra automobilové dopravy, což často vede ke tvorbě kolon. Přesnou dobu trvání dopravní špičky nelze definovat, protože je velmi proměnlivá a závisí na konkrétním místě.
Provozovatelé veřejné dopravy ve špičce zpravidla vypravují více spojů než v klidnější hodiny (tzv. dopravní sedla). V případě kolejové dopravy se občas místo zvýšení frekvence přidá vůz.
Obvykle lze považovat ranní dopravní špičku mezi 7:30 a 9:30 a odpolední mezi 16:00 a 18:00. Někdy se objevuje pojem „polední špička“ či „třetí špička,“ která je patrná ve větších městech okolo poledne, když zaměstnanci různých firem jezdí do restauračních zařízení.